# Insuleur
 (novembre 2022).
Insuleur est le réseau des Chambres de commerce et d'industrie insulaires de l'Union européenne. 
Fondé en 2000 et basé sur l'île grecque de Chios, Insuleur vise la coopération étroite des Chambres de commerce insulaires de l'UE dans le but de promouvoir le développement économique et social des îles de l'UE. L’Assemblée des chambres françaises de commerce et d'industrie assure la représentation d’Insuleur auprès de l’UE.